# Springside (Saskatchewan)
Springside est une ville de la Saskatchewan au Canada.

## Géographie
La localité de Springside est située dans le sud-est de la province de Saskatchewan, à 24 km au nord-ouest de la ville de Yorkton.

## Démographie
| 2001 | 2016 | 2021 |
| ---- | ---- | ---- |
| 525  | 502  | 478  |